# José María Pons Irazazábal
José María Pons Irazazábal (Palma de Mallorca, Islas Baleares, 12 de abril de 1948) es un diplomático español. Presidente del Mallorca en el verano de 2010.

## Biografía
Hermano de Félix Pons, político socialista y presidente del Congreso de los Diputados entre 1986 y 1996.
Estudió en el Colegio Montesión de Palma de Mallorca. Licenciado en Derecho, ingresó en 1974 en la carrera diplomática. Ha estado destinado en las representaciones diplomáticas españolas en Polonia y Suiza. Fue vocal asesor en la Secretaría de Estado para las Relaciones con las Comunidades Europeas y del Departamento Internacional del Gabinete de la Presidencia del Gobierno, departamento que dirigió entre 1991 y 1995. Ha sido embajador de España en Países Bajos (1995-2001), Dinamarca (2001-2003), Lituania (2001-2004), Austria (2008-2010) y Malta (2014-2018). Fue Director General de Política Exterior para Europa y América del Norte del Ministerio de Asuntos Exteriores (2004-2008). Desde este puesto fue el representante español en las reuniones del Foro de Diálogo sobre Gibraltar que posibilitaron la firma de los Acuerdos de Córdoba el 18 de septiembre de 2006. Pons, fue demandado en el ámbito laboral por acoso sexual a principios del 2010 por una empleada de la legación diplomática. Sin embargo el 5 de junio de 2013 el juez de lo social de Viena dictó sentencia rechazando la demanda por inverosímil y condenó a la demandante a pagar las costas. Sentencia firme y no recurrida.
Desde el 8 de julio al 27 de septiembre de 2010 fue presidente del Real Mallorca bajo el control accionarial del club por parte de Lorenzo Serra Ferrer, fue cesado alegando "pérdida de confianza en su persona".